# Acer cissifolium
Acer cissifolium — вид клена, ендемік Японії, з південного Хоккайдо на південь через Хонсю та Сікоку до Кюсю.

## Морфологічна характеристика
Це невелике листопадне дерево або великий кущ заввишки 5–10 метрів (рідше 15 метрів) з гладкою сірою корою. Молоді пагони зелені, часто з рожевим відтінком, спочатку волосисті з білуватими волосками, на другий рік стають сірими. Листя трійчасте, з дуже тонкою червоною ніжкою до 10 см завдовжки; три листочки 4–10 × 2–4 см, з грубо зубчастими краями. Зверху вони матово-зелені, знизу блідіші й злегка блискучі, а восени стають від блідо-жовтих до рожевих. Квітки утворюються в пониклих китицях 10–16 см завдовжки, кожна квітка з чотирма чашолистками і пелюстками; дводомна з чоловічими та жіночими квітками на окремих деревах. Плід — крилатка парна, горішки довжиною 7 мм, крила 15—25 мм, розправлені під гострим кутом.
Назва вказує на схожість його листя з листям Cissus, роду з родини виноградних.

## Поширення
Зустрічається в листяних гірських лісах на висотах від 131 до 1300 метрів на островах Хоккайдо, Хонсю, Сікоку і Кюсю (Японія).

## Культивування
Цей клен поширений у вирощуванні, відомо кілька сортів. Різнобарвний сорт Gotenbanishiki був селекціонований в Японії. Жіночі дерева часто розмножують відводками і продають у розсадниках.
Acer cissifolium подібний до свого найближчого родича A. henryi (рідкісний у культивуванні) та його близького родича A. negundo (поширений у культивуванні з багатьма сортами). Його можна відрізнити від першого за тим, що його пагони стають сірими на другий рік (залишаючись зеленими протягом кількох років у A. henryi), а від останнього — за його постійно трійчастим листям, ніколи з п’ятьма листочками, звичайними для A. negundo. Між цими трьома видами відбувається неправильне маркування.

## Галерея

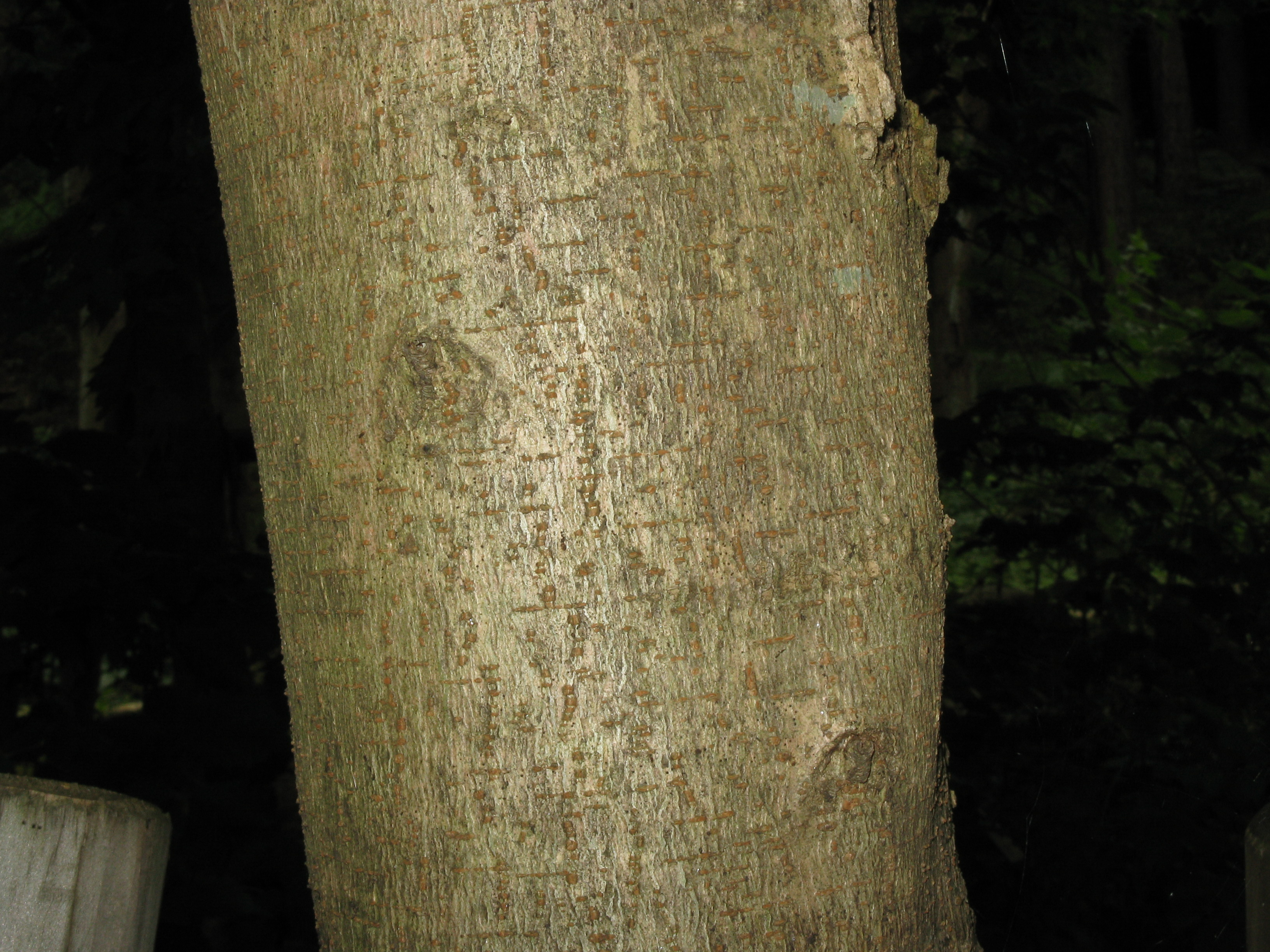
Стовбур
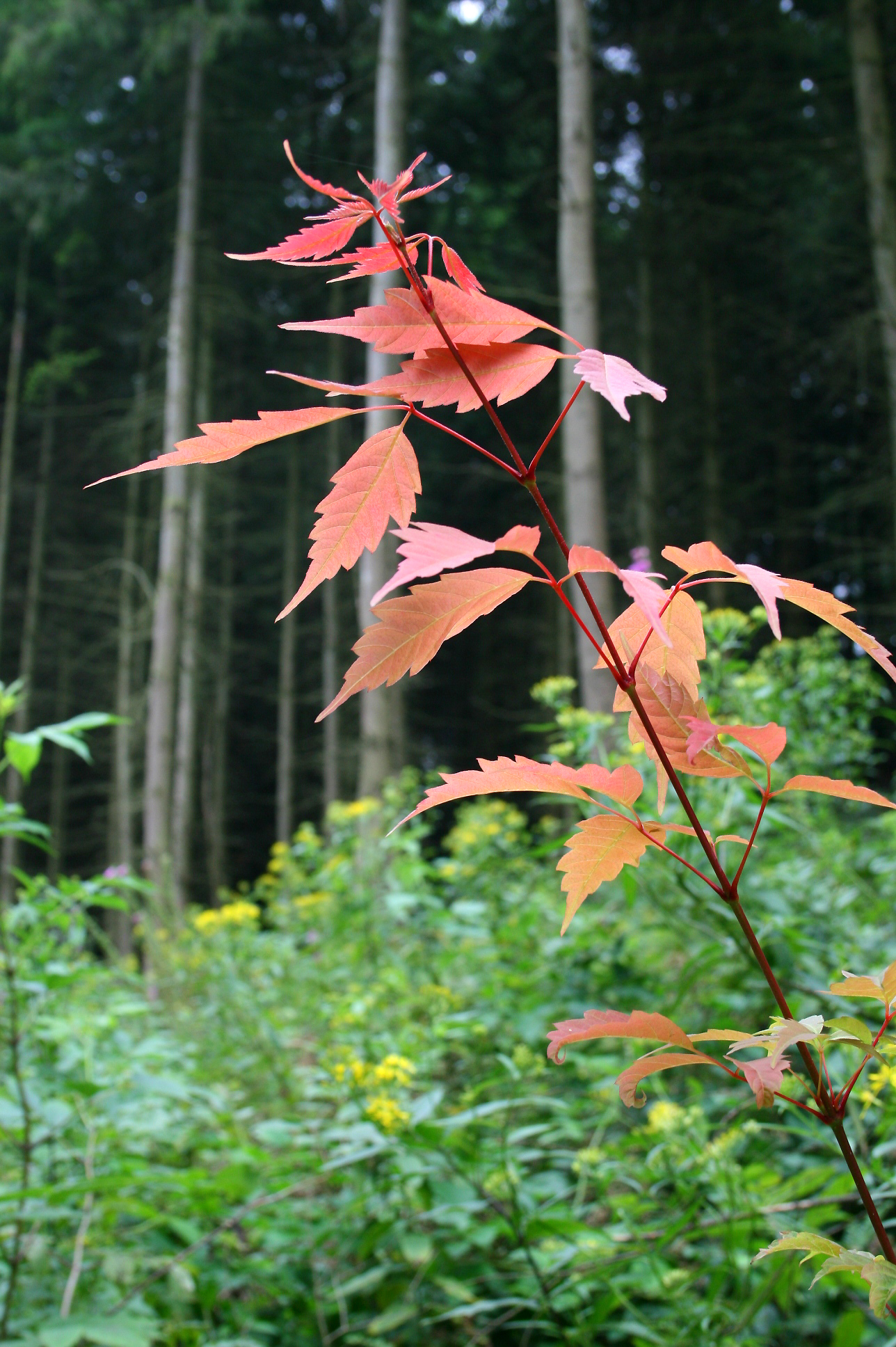
Молодий пагін з листям
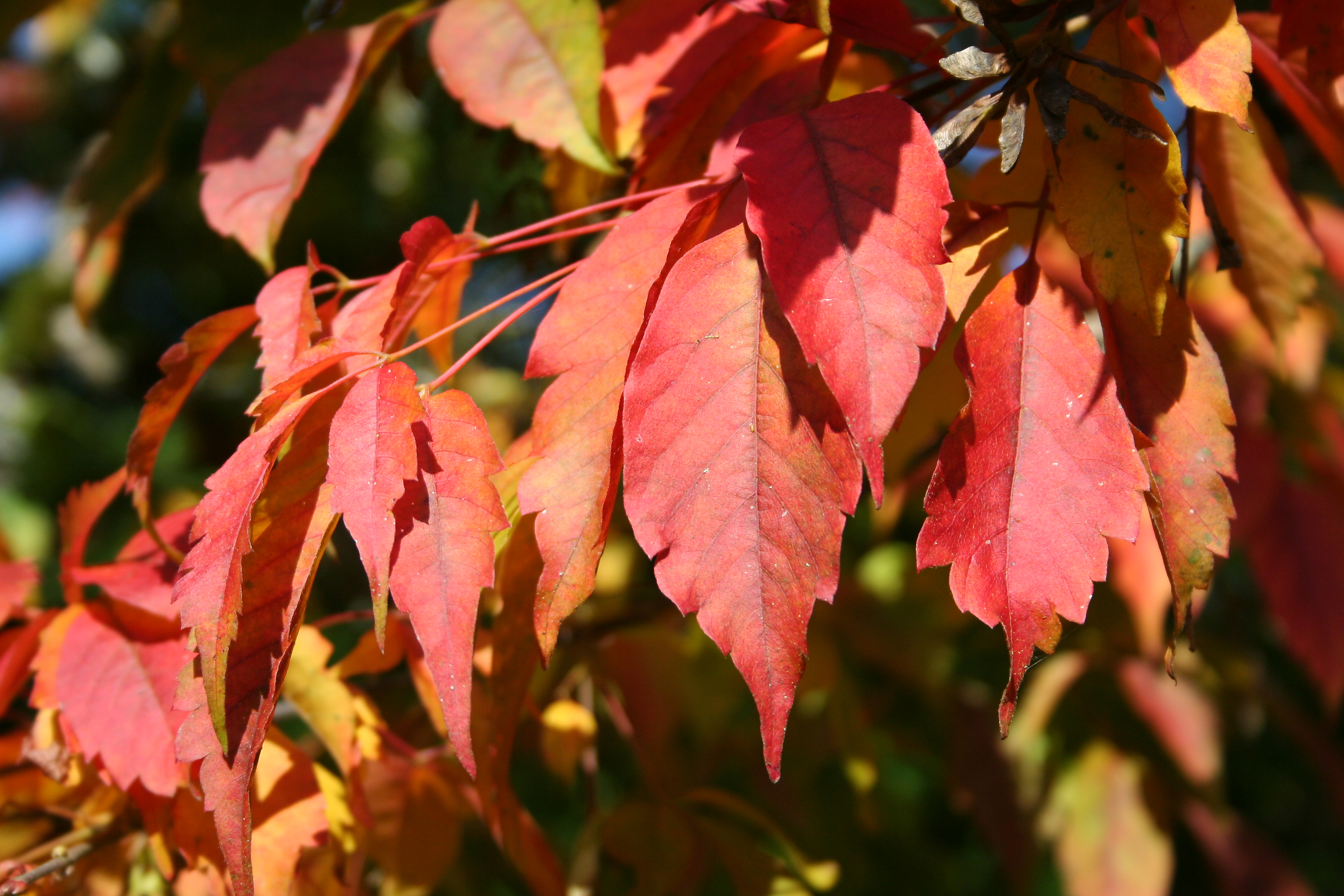
Листя восени
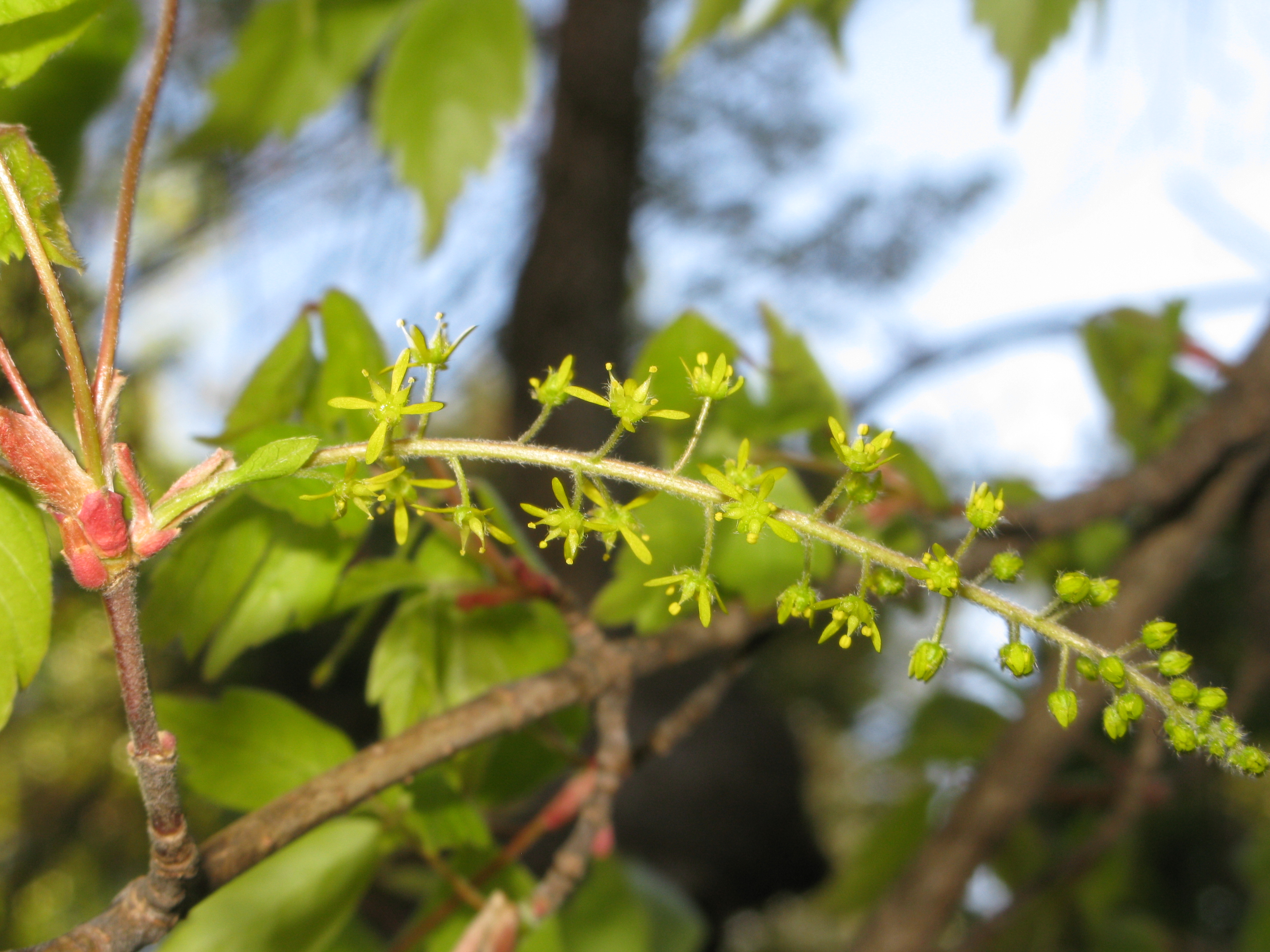
Чоловічі квітки
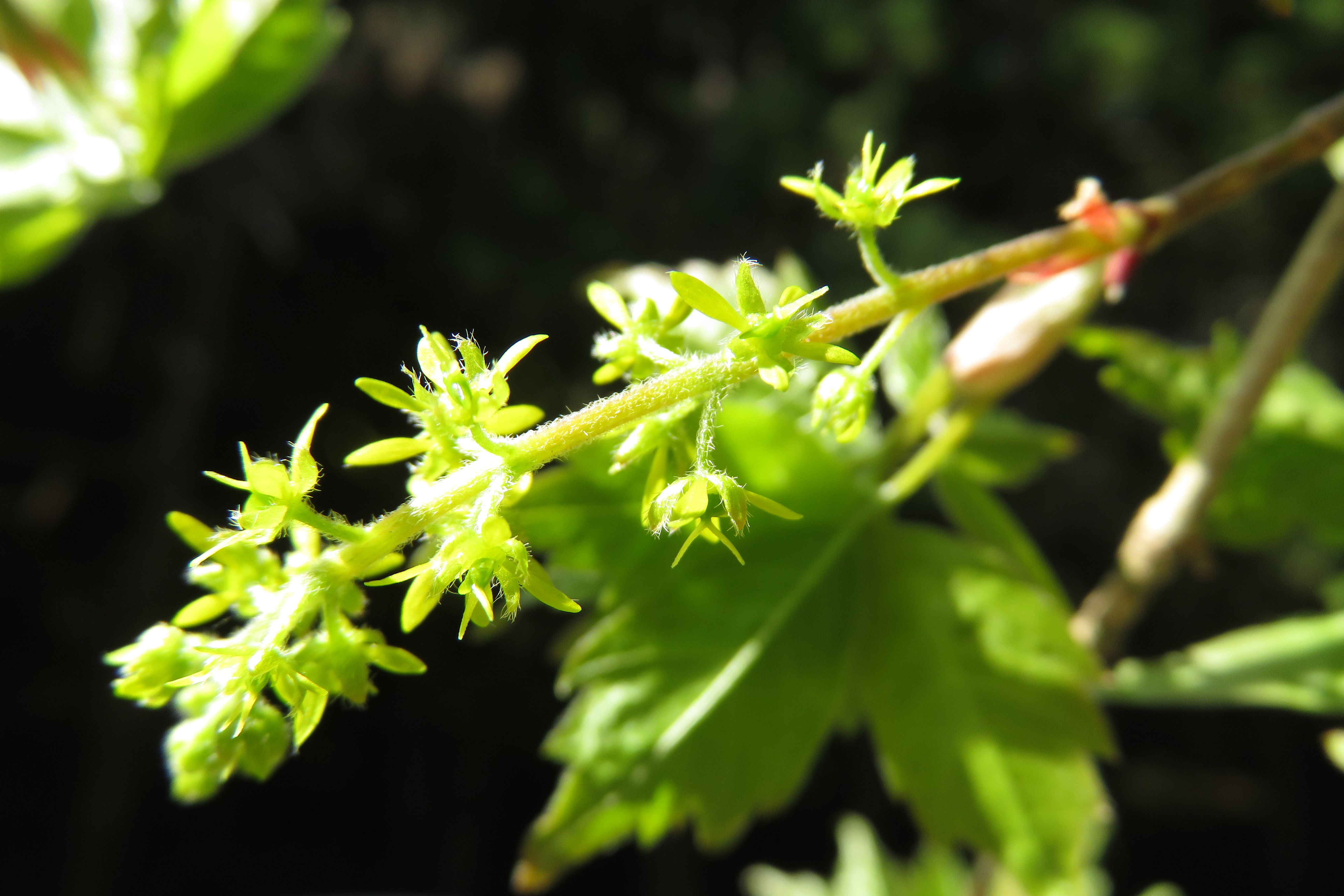
Жіночі квітки